# Calomyscus grandis
Calomyscus grandis és una espècie de mamífer rosegador de la família dels calomíscids. És endèmica de la part iraniana de l'Elburz. No es coneix amb certesa el seu hàbitat natural, tot i que probablement viu als boscos de muntanya. Es desconeix si hi ha cap amenaça significativa per a la supervivència d'aquesta espècie. El seu nom específic, grandis, significa ‘gros' en llatí.